# Сардон-де-лос-Фрайлес
Сардон-де-лос-Фрайлес (ісп. Sardón de los Frailes) — муніципалітет в Іспанії, у складі автономної спільноти Кастилія-і-Леон, у провінції Саламанка. Населення — 92 особи (2010).
Муніципалітет розташований на відстані близько 230 км на північний захід від Мадрида, 55 км на північний захід від Саламанки.
На території муніципалітету розташовані такі населені пункти: (дані про населення за 2010 рік)
- Сардон-де-лос-Фрайлес: 91 особа
- Вільярехо: 1 особа

## Демографія
Динаміка населення (INE ):

## Зовнішні посилання
- Провінційна рада Саламанки: індекс муніципалітетів
- Офіційна вебсторінка муніципалітету Сардон-де-лос-Фрайлес
- Посилання на Google Maps